# Morphacris fasciata
Morphacris fasciata är en insektsart som först beskrevs av Carl Peter Thunberg 1815.  Morphacris fasciata ingår i släktet Morphacris och familjen gräshoppor. Inga underarter finns listade i Catalogue of Life.